# ストロープワッフル

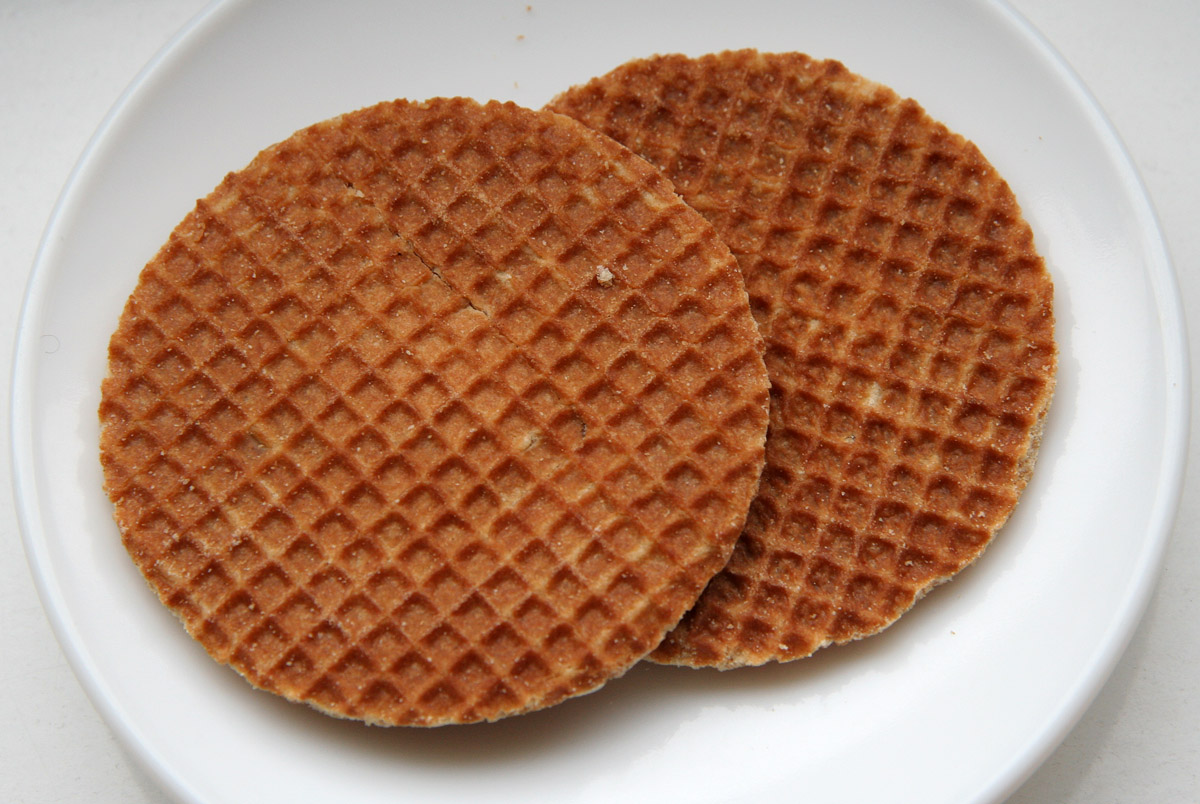
ストロープワッフル

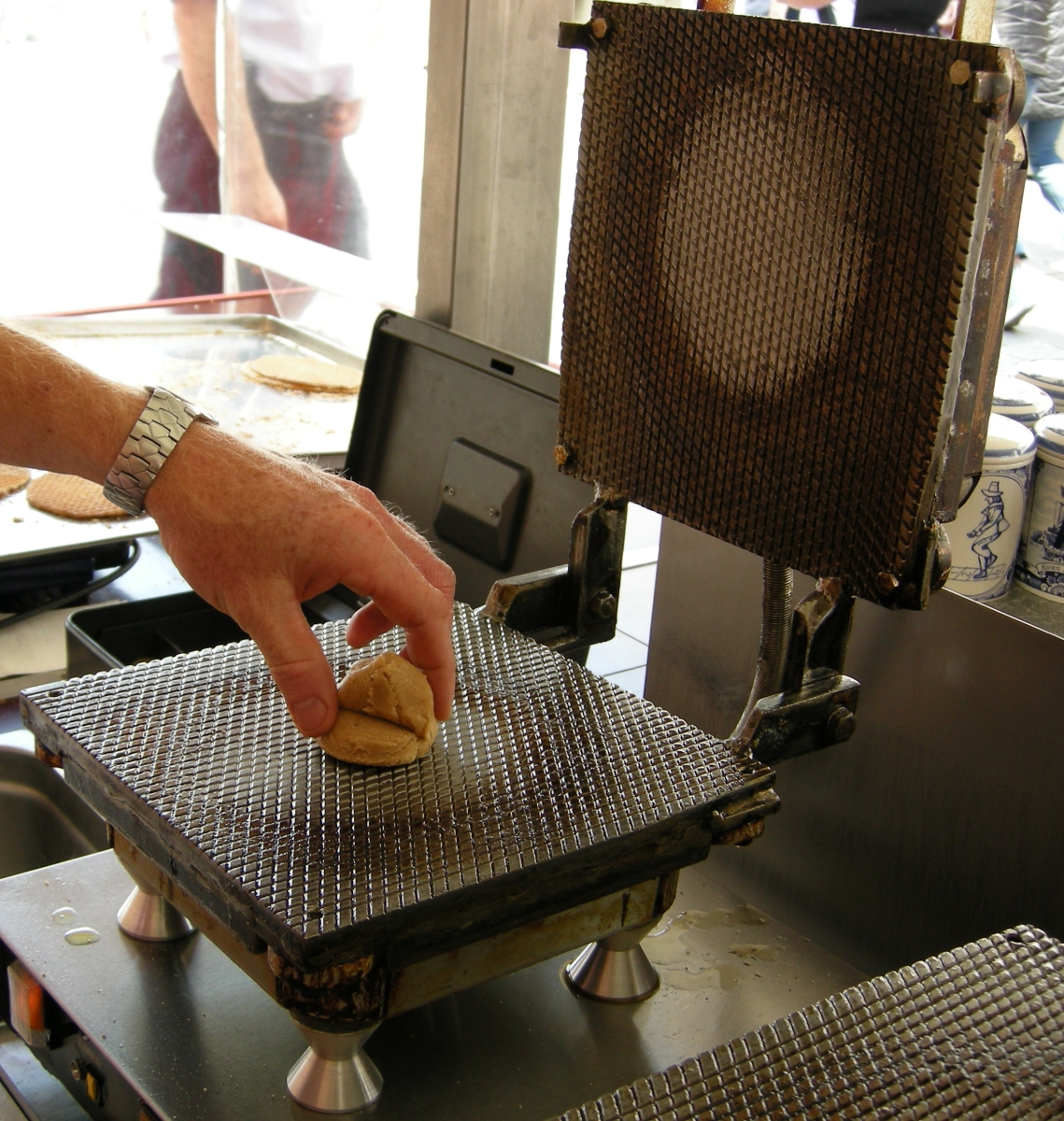
ストロープワッフル焼き器

ストロープワッフル（オランダ語: stroopwafel、 発音を聞く）は、オランダ発祥の洋菓子の一種。格子状模様の薄くて円形のワッフル生地の間にシロップを挟んだものである。

## 名称
「ストロープ（stroop）」は「シロップ」、「ワッフル（wafel）」は「ワッフル」の意であり、合成語として1810年に生まれた。

## 歴史
上述のとおり、stroopwafel という語の初出（現在確認し得る最古の記録）は1810年であり、それはオランダ（ホラント王国時代とフランス帝国領時代の端境期にあったオランダ）の都市ゴーダにて Gerard Kamphuisen （ヘラルド・カンプハウゼン）なるパン職人がパン屋を開いた時に発売したものであった。彼がこのワッフルを開発したのは、発売年以前の19世紀中、あるいはもっと古く18世紀後半（一説には1784年）とも考えられている。パン屋の残り物の材料で作った安い菓子として普及し、当初は「ゴーダのワッフル」と呼ばれていた。
ストロープワッフルについての現存最古のレシピである "de Kamphuysen siroopwafel" は、カンプハウゼンの店が1840年に記したものである。19世紀中は“貧乏人のクッキー”と呼ばれていたくらいであるが、ゴーダのワッフルとして市場でも売られていた。"de Kamphuysen siroopwafel" が伝えるところでは、この年、1840年のゴーダでは、100軒のパン屋がストロープワッフルを売っていた。1870年まではゴーダがストロープワッフルを売っている唯一の都市であったが、この年を境にしてストロープワッフルを売る店がゴーダ以外にも増えていった。
しかし、発祥地ゴーダでは数を減らしてゆき、1960年頃になると店舗数は17にまで激減している。そして、2010年代半ば現在では、わずか4軒が残るばかりとなっている。そのうちの1軒は黎明期から商われている老舗であり、1880年という古い時代に書かれたレシピを頑なに守って伝統的なタイプのストロープワッフルを今も作り続けている。
一方、海外ではスーパーマーケットや土産物屋などでもストロープワッフルが売られている。海外で売られているものの中には、オランダ国内より安く売られているものもある。

## 作り方と食べ方

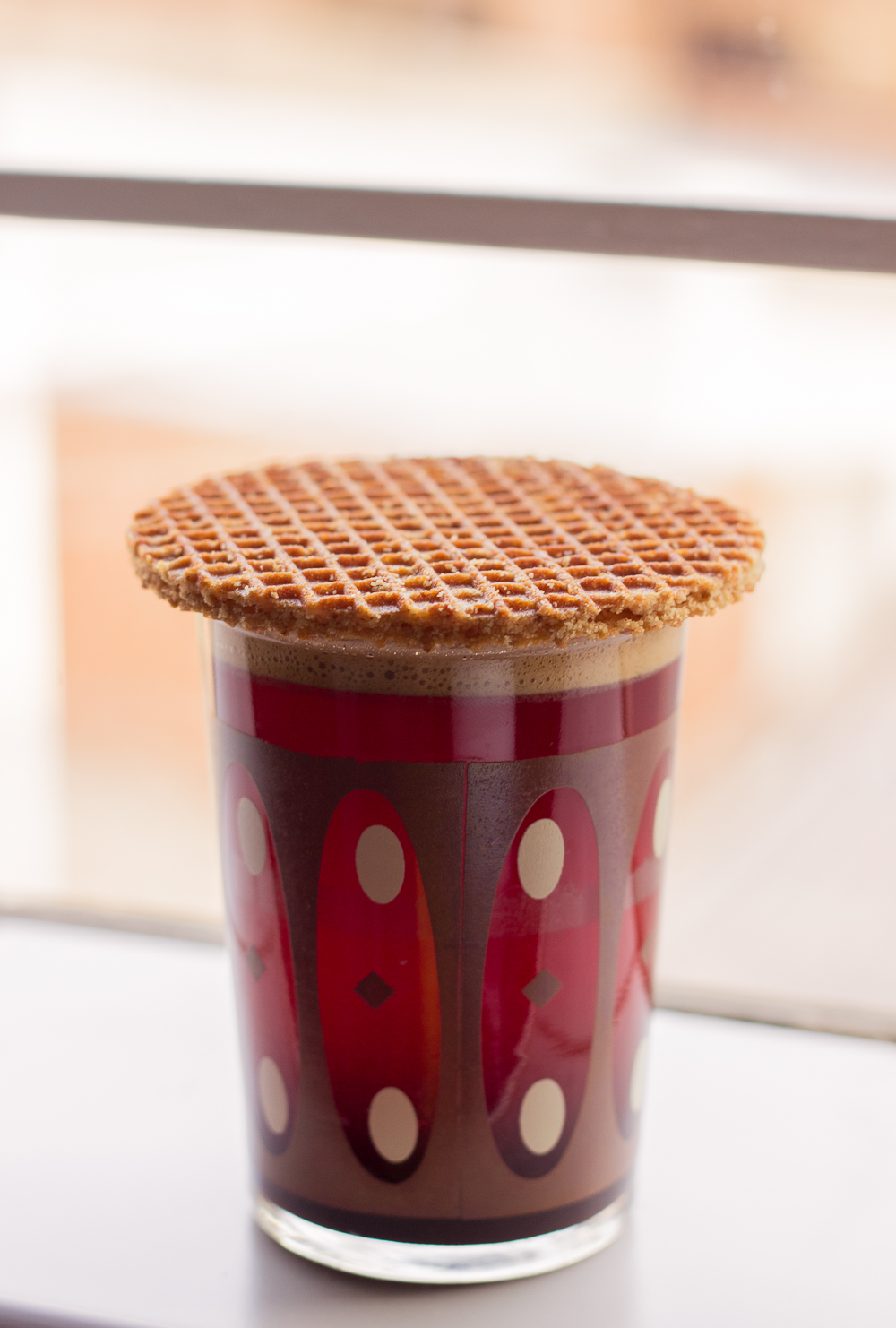
ホットコーヒーのカップに乗せたストロープワッフル

ワッフル生地を焼くときに途中で半分に切って、片側の表面にシロップを塗って再び重ねて焼き上げるという作り方をする。都市ゴーダで今も商う最も古い店の最も古いレシピ（この店はこのレシピに従って作っている）では、シロップは両側の表面に塗ることになっている。直径10cmのものが古くから作られているが、現在では5cmから25cmまでさまざまな大きさのものが作られている。
コーヒーや紅茶を注いだカップに蓋をするようにストロープワッフルを乗せ、中のシロップが溶けてから食べる習慣がある。